# Felix Boh
Felix Friedrich Wilhelm Boh (* 18. November 1844 in Braunschweig; † 25. Januar 1923 in Hosterwitz) war ein deutscher Schriftsteller und Privatgelehrter. Er verwendete teilweise das Pseudonym: Dr. B. von Brauns.

## Leben und Wirken
Boh war der Sohn des Komponisten und Organisten Albert Ludger Boh, der an der römisch-katholischen Nicolaikirche in Braunschweig wirkte und dessen Frau Franziska (geborene Sudhoff). Nach dem Besuch des Gymnasium Josephinum in Hildesheim studierte er Geschichte, Philologie und Philosophie an den Universitäten Breslau, Göttingen und Rostock. Er promovierte 1870 an der letzteren mit einer Untersuchung über die Prinzipien der Demokratie in den Vereinigten Staaten zum Dr. phil. Sein Staatsexamen absolvierte er lateinisch pro facultate docendi ‚Lehrbefähigung‘ an der Kaiser-Wilhelms-Universität in Straßburg. Danach arbeitete er bis 1873 als Erzieher des Prinzen Victor Hugo Kraft zu Hohenlohe-Oehringen und wirkte anschließend elf Jahre in seinen Studienfächern an öffentlichen höheren Lehranstalten.
Boh heiratete 1882 die Schriftstellerin Minna („Minni“) Elise Charlotte (geborene Ankele; 1858–1918), die Tochter des Großkaufmanns Johann Heinrich Ankele, und lebte ab 1884 mit ihr im Königreich Sachsen als Privatgelehrter und Schriftsteller. Er lebte ab 1885 in Dresden und wohnte dort für einige Zeit in der Ludwig Richterstr. Nr. 7. Er wählte sich später die Villa Elbwarte in Söbrigen bei Pillnitz als Wohnsitz. Hier war er auch im öffentlichen Leben, bei bedeutsamen Kultur- und Zeitfragen durch eine Reihe von einschlägigen Schriften und durch Vorträge aktiv.
Er starb als Witwer im Januar 1923 in seiner Wohnung in Pillnitz, Dresdner Straße 10b. Helene Boh, Ehefrau des Geheimrats Thöne in Hannover, war seine ihn überlebende Tochter.

## Schriften (Auswahl)
- Eine Untersuchung über das Wesen der Demokratie in den Vereinigten Staaten Nordamerika’s – mit besonderer Berücksichtigung von Alexis de Tocqueville. Carl Boldt’s Buchdruckerei, Rostock 1870, urn:nbn:de:bvb:824-dtl-0000088914 (Inaugural-Dissertation an der philosophischen Fakultät der Universität Rostock).
- Klassische und moderne Literatur in ihrer verschiedenen Stellung zum Unterricht.
- Die Culturseite der Binnenmeere, besonders der europäischen (= Höhere Handelsschule.) 18, 1880.
- Deutschlands westlicher Nachbar ein zeitgeschichtlicher Beitrag zur Kenntnis und Kritik der deutschfeindlichen Strömungen und Revanchegelüste in Frankreich. Renger, Leipzig 1886.
- Carmen Jubilare Gottingense.
- Der Konservatismus und die Judenfrage. Liepsch & Reichardt, Dresden 1892 (books.google.de).
- König Alberts von Sachsen Leben. 1893 (Festspiel).
- Wider den Boykott. Henkler, Dresden 1895.
- Schneewittchens Hochzeit. 1898 (Märchenoper).
- Das doppelte Gesicht der Sozialdemokratie. 1898.
- Freunde und Feinde des Ottomanischen Reiches.
- Die Sozialdemokratie und ihre Fühlung mit Frankreich. Verlag des Kamerad, Dresden 1897.
- Wesen und Wert des sächsischen Stammestums. 1904 (Abhandlung).

## Auszeichnungen (Auswahl)
- Wettiner Jubiläums-Medaille
- Preußische Kriegsdenkmünze für 1866, beziehungsweise Königlich Preußische Feldzugsmedaille
- Kaiser Wilhelm I. Zentenarmedaille
- Ritter des Königlich Preußischen Kronenordens
- Ritter des Königlich Dänischen Danebrogordens
- Komtur des Türkischen Madjidie-Ordens.